# Вітвіцький Сергій Сергійович
Вітвіцький Сергій Сергійович (нар. 6 квітня 1979, м. Запоріжжя) — ректор Донецького державного університету внутрішніх справ, полковник поліції, доктор юридичних наук, професор, Заслужений юрист України.

## Життєпис
Полковник поліції Сергій Вітвіцький розпочав професійну діяльність у 1996 році, вступивши до Запорізького юридичного інституту МВС України. Після його закінчення, у 2000 році, працював на посаді слідчого в місті Запоріжжя. Вирішивши не зупинятись на досягнутому, вступив до ад’юнктури Харківського національного університету внутрішніх справ, розпочавши свою науково-дослідницьку діяльність. У 2002–2011 роках Сергій Вітвіцький працював викладачем, старшим викладачем, начальником кафедри і начальником факультету Запорізького юридичного інституту Дніпропетровського державного університету внутрішніх справ.
З 2011 року займав посаду першого заступника начальника Запорізького юридичного інституту з навчально-методичної та наукової роботи Дніпропетровського державного університету внутрішніх справ, а у 2016 році призначений на посаду завідувача науково-дослідної лабораторії з проблемних питань правоохоронної діяльності Донецького юридичного інституту МВС України.
У 2017 році захистив дисертаційне дослідження на здобуття наукового ступеня доктора юридичних наук за темою: «Контроль як гарантія законності діяльності публічної адміністрації». Є автором понад 200 наукових робіт, у тому числі 3 монографій, 13 навчально-методичних посібників та чисельних наукових публікацій у виданнях, що входять до науково-метричних баз Scopus та Web of Science.
До поліції Донеччини потрапив наприкінці 2018 року. У прифронтовому регіоні він деякий час працював у підрозділі превенції поліції м. Маріуполя. Здійснював патрулювання, роботу на блокпостах, профілактичну роботу з населенням у питаннях забезпечення публічної безпеки мешканців Донецької області.
У грудні 2018 року призначений на посаду начальника управління організаційно-аналітичного забезпечення Головного управління Національної поліції в Донецькій області.
15 квітня 2020 року Сергія Сергійовича Вітвіцького, наказом МВС України від 15.04.2020 № 253 о/с, призначено на посаду ректора Донецького юридичного інституту МВС України. До виконання службових обов’язків науковець приступив з величезним багажем практичних навичок – робота в поліції Донеччини залишила великий досвід та відкрила для нього нові горизонти.
Завдяки докладеним зусиллям ректора, на сьогодні Донецький державний університет внутрішніх справ входить до Всеукраїнських та Міжнародних рейтингів кращих закладів вищої освіти. Організаторська робота ректора забезпечує університету стабільний подальший розвиток, що базується на збереженні та примноженні наукових, освітніх і культурних традицій. Значні зусилля ректора спрямовані на сприяння реалізації державної політики у сфері освіти і науки України, виховання майбутніх поколінь у дусі патріотизму, відданості державі, роботі на благо українського народу.

## Освіта
Запорізький юридичний інститут МВС України (2000) Спеціальність: «Правознавство»
Гуманітарний університет «Запорізький інститут державного та муніципального управління» (2007) Спеціальність: «Управління навчальним закладом»

### Науковий ступінь
- Кандидат юридичних наук (2005)
- Доктор юридичних наук (2017)

### Вчене звання
- Доцент (2007)
- Професор (2021)

## Нагороди та відзнаки
- Пам’ятна медаль «10 років МВС України» (2001 рік);
- Відзнака МВС України медаль «За сумлінну службу» III ступеня (2006 рік);
- Відзнака МВС України «За відзнаку в службі» ІІ ступеня (2008 рік);
- Відзнака МВС України «За відзнаку в службі» І ступеня (2009 рік);
- Відзнака МВС України «За розвиток науки, техніки і освіти» I ступеня (2010 рік);
- Почесна Грамота Запорізької обласної ради (2010 рік);
- Відзнака МВС України «За сумлінну службу» ІІ ступеня (2011 рік);
- Подяка МВС України (2016 рік);
- Відзнака НПУ – медаль «20 років сумлінної служби» (2020 рік);
- Державна нагорода України: почесне звання України «Заслужений юрист України» (2021 рік).